# Тулон (футбольний клуб)
«Тулон» (фр. SC Toulon) — французький футбольний клуб з однойменного міста, заснований в 1944 році. Домашні матчі проводить на «Стад де Бон Ранконтр», який вміщає 8 000 глядачів. «Тулон» ніколи не вигравав Кубок Франції, але доходив до півфіналу двічі в 1963 і 1984 роках.

## Історія
«Тулон» був заснований у 1944 році після злиття двох клубів «Sporting Club du Temple» та «Jeunesse Sportive Toulonnaise».
Клуб вперше потрапив у вищий футбольний дивізіон Франції в 1959 році, після того, як попередній сезон в другому дивізіоні закінчив на третьому місці. Цей успіх був не довгим, на наступний сезон команда вилетіла назад в Лігу 2.
Більш успішне сходження в еліту французького футболу вдалося в 1983 році, коли команда протягом 10 сезонів поспіль (до 1993 року) брала участь у вищому дивізіоні Франції. Однак за цим успіхом пішла нова невдача, цього разу фінансові проблеми, через які клуб був позбавлений професійного статусу і відправлений в третій дивізіон.
У сезоні 1995/96 клуб виграв третій дивізіон і зумів повернутись до професіонального футболу, втім затримався там лише на два сезони і 1998 року команда остаточно була розформована. Натомість була створена аматорська команда Sporting Toulon Var, яка стала виступати на регіональному рівні, а 2016 року повернула собі історичну назву Sporting Club Toulon.

## Досягнення
- Ліга 2
  - Переможець (1): 1982/83

- Національний чемпіонат (Ліга 3)
  - Чемпіон (1): 1996

- Кубок Франції
  - Півфіналіст (2): 1963, 1984

- Кубок Гамбарделла
  - Фіналіст (1): 1966